# Alice Brady
Alice Brady (New York, 2 novembre 1892 – New York, 28 ottobre 1939) è stata un'attrice statunitense.

## Biografia
Il padre di Alice Brady era l'impresario teatrale William A. Brady, che la introdusse nel mondo dello spettacolo sin dall'infanzia. L'attrice esordì a Broadway nel 1911, ma sul grande schermo arrivò più tardi, nel 1914, all'età di 22 anni.
La Brady lavorò incessantemente in pellicole mute fino al 1923, anno in cui lasciò temporaneamente il cinema per tornare a recitare in teatro. Dopo dieci anni di assenza dagli schermi ritornò sul set e, a differenza di altre attrici, non ebbe difficoltà ad affrontare l'avvento del sonoro all'epoca già ampiamente diffuso, affermandosi nel cinema con rinnovato vigore. Tra le sue prime interpretazioni dopo il rientro, è da ricordare quella nel musical Cerco il mio amore (1934), accanto a Ginger Rogers e Fred Astaire.
Impiegata sempre più spesso in ruoli di comprimaria, riuscì comunque a ottenere una candidatura all'Oscar per la sofisticata commedia L'impareggiabile Godfrey (1936), in cui interpretò la madre di Carole Lombard, mentre nel 1938 vinse l'Oscar alla miglior attrice non protagonista per la sua interpretazione della caparbia Molly O'Leary in L'incendio di Chicago (1938).
Colpita da una grave forma di tumore, morì nel 1939, pochi giorni prima del suo quarantasettesimo compleanno. Aveva da poco finito di recitare in Alba di gloria.

## Premi e riconoscimenti
- Nel 1936 fu candidata all'Oscar alla miglior attrice non protagonista per L'impareggiabile Godfrey.[1]
- Nel 1937 vinse l'Oscar alla miglior attrice non protagonista per L'incendio di Chicago.[1][2]
- Per il suo contributo all'industria cinematografica, le venne assegnata una stella sulla Hollywood Walk of Fame al 6201 di Hollywood Blvd.[3]

## Filmografia

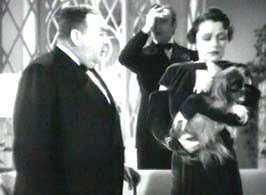
Alice Brady con Eugene Pallette e Mischa Auer nella commedia L'impareggiabile Godfrey (1936)

- As Ye Sow, regia di Frank Hall Crane (1914)
- The Boss, regia di Émile Chautard (1915)
- The Cup of Chance, regia di Joseph Levering (1915)
- The Lure of Woman (1915)
- The Rack, regia di Emile Chautard (1915)
- The Ballet Girl, regia di George Irving (1916)
- The Woman in 47, regia di George Irving (1916)
- Then I'll Come Back to You, regia di George Irving (1916)
- Tangled Fates, regia di Travers Vale (1916)
- La Vie de bohème (o La Bohème), regia di Albert Capellani (1916)
- Miss Petticoats, regia di Harley Knoles (1916)
- The Gilded Cage, regia di Harley Knoles (1916)
- Bought and Paid For, regia di Harley Knoles (1916)
- A Woman Alone, regia di Harry Davenport (1917)
- A Hungry Heart, regia di Emile Chautard (1917)
- The Dancer's Peril, regia di Travers Vale (1917)
- Darkest Russia, regia di Travers Vale (1917)
- Maternity, regia di John B. O'Brien (1917)
- The Divorce Game, regia di Travers Vale (1917)
- A Self-Made Widow , regia di Travers Vale (1917)
- Betsy Ross, regia di George Cowl e Travers Vale (1917)
- A Maid of Belgium, regia di George Archainbaud (1917)
- Her Silent Sacrifice, regia di Edward José (1917)
- Woman and Wife, regia di Edward José (1918)
- The Knife, regia di Robert G. Vignola (1918)
- The Spurs of Sybil, regia di Travers Vale (1918)
- The Trap, regia di George Archainbaud (1918)
- At the Mercy of Men, regia di Charles Miller (1918)
- The Ordeal of Rosetta, regia di Emile Chautard (1918)
- The Whirlpool, regia di Alan Crosland (1918)
- The Death Dance, regia di J. Searle Dawley (1918)
- The Better Half, regia di John S. Robertson (1918)
- Her Great Chance, regia di Charles Maigne (1918)
- In the Hollow of Her Hand, regia di Charles Maigne (1918)
- The Indestructible Wife, regia di Charles Maigne (1919)
- The End of the Road, regia di Edward H. Griffith (1919)
- The World to Live In, regia di Charles Maigne (1919)
- Marie, Ltd., regia di Kenneth S. Webb (1919)
- The Redhead, regia di Charles Maigne (1919)
- His Bridal Night, regia di Kenneth S. Webb (1919)
- The Fear Market, regia di Kenneth S. Webb (1920)
- Sinners, regia di Kenneth S. Webb (1920)
- A Dark Lantern, regia di John S. Robertson (1920)
- The New York Idea, regia di Herbert Blaché (1920)
- Out of the Chorus, regia di Herbert Blaché (1921)
- The Land of Hope, regia di Edward H. Griffith (1921)
- Little Italy, regia di George Terwilliger (1921)
- Dawn of the East, regia di Edward H. Griffith ([1921)
- Hush Money, regia di Charles Maigne (1921)
- Missing Million, regia di Joseph Henabery (1922)
- Anna Ascends, regia di Victor Fleming (1922)
- The Leopardess, regia di Henry Kolker (1923)
- The Snow Bride, regia di Henry Kolker (1923)
- When Ladies Meet, regia di Harry Beaumont (1933)
- Broadway to Hollywood, regia di Willard Mack (1933)
- Beauty for Sale, regia di Richard Boleslawski (1933)
- Figlia d'arte (Stage Mother), regia di Charles Brabin (1933)
- Should Ladies Behave, regia di Harry Beaumont (1933)
- Il bimbo rapito (Miss Fane's Baby Is Stolen), regia di Alexander Hall (1934)
- Cerco il mio amore (The Gay Divorcee), regia di Mark Sandrich (1934)
- Donne di lusso 1935 (Gold Diggers of 1935), regia di Busby Berkeley (1935)
- Facce false (Let 'em Have It), regia di Sam Wood (1935)
- Lady Tubbs, regia di Alan Crosland (1935)
- Il re dell'opera o Avventura di una notte (Metropolitan), regia di Richard Boleslawski (1935)
- The Harvester, regia di Joseph Santley (1936)
- L'impareggiabile Godfrey (My Man Godfrey), regia di Gregory La Cava (1936)
- Go West Young Man, regia di Henry Hathaway (1936)
- Mind Your Own Business, regia di Norman Z. McLeod (1936)
- Tre ragazze in gamba (Three Smart Girls), regia di Henry Koster (1936)
- Mama Steps Out, regia di George B. Seitz (1937)
- Call It a Day, regia di Archie Mayo (1937)
- Mr. Dodd Takes the Air, regia di Alfred E. Green (1937)
- Cento uomini e una ragazza (One Hundred Men and a Girl), regia di Henry Koster (1937)
- Merry Go Round of 1938, regia di Irving Cummings (1937)
- L'incendio di Chicago (In Old Chicago), regia di Henry King (1937)
- L'albergo delle sorprese (Goodbye Broadway), regia di Ray McCarey (1938)
- Gioia d'amare (Joy of Living), regia di Tay Garnett (1938)
- Zenobia (o Ollio sposo mattacchione), regia di Gordon Douglas (1939)
- Alba di gloria (Young Mr. Lincoln), regia di John Ford (1939)

## Teatro
- H.M.S. Pinafore, di Gilbert e Sullivan, regia di Lewis Morton. Casino Theatre di Broadway (1911)
- Patience, di Gilbert e Sullivan, regia di Lewis Morton. Lyric Theatre di Broadway (1912)
- The Pirates of Penzance, di Gilbert e Sullivan, regia di William J. Wilson. Casino Theatre di Broadway (1912)
- H.M.S. Pinafore, di Gilbert e Sullivan, regia di Lewis Morton. Casino Theatre di Broadway (1912)
- Il Mikado, di Gilbert e Sullivan, regia di W. G. Stewart. Casino Theatre di Broadway (1912)
- Piccole donne, da Louisa May Alcott, regia di Jessie Bonstelle. Playhouse Theatre di Broadway (1913)
- H.M.S. Pinafore, di Gilbert e Sullivan, regia di Herbert Cripps. 48th Street Theatre di Broadway (1915)
- The Yeomen of the Guard, di Gilbert e Sullivan, regia di Herbert Cripps. 48th Street Theatre di Broadway (1915)
- Iolanthe, di Gilbert e Sullivan, regia di Herbert Cripps. 48th Street Theatre di Broadway (1915)
- Il lutto si addice ad Elettra, di Eugene O'Neill, regia di Philip Moeller. Guild Theatre di Broadway (1931)

## Doppiatrici italiane
- Lola Braccini in L'impareggiabile Godfrey
- Stefania Fossi in Cento uomini e una ragazza
- Franca Dominici in L'incendio di Chicago
- Tina Lattanzi in Alba di gloria
- Isa Bellini in Cerco il mio amore (ridoppiaggio)[4]

## Galleria d'immagini

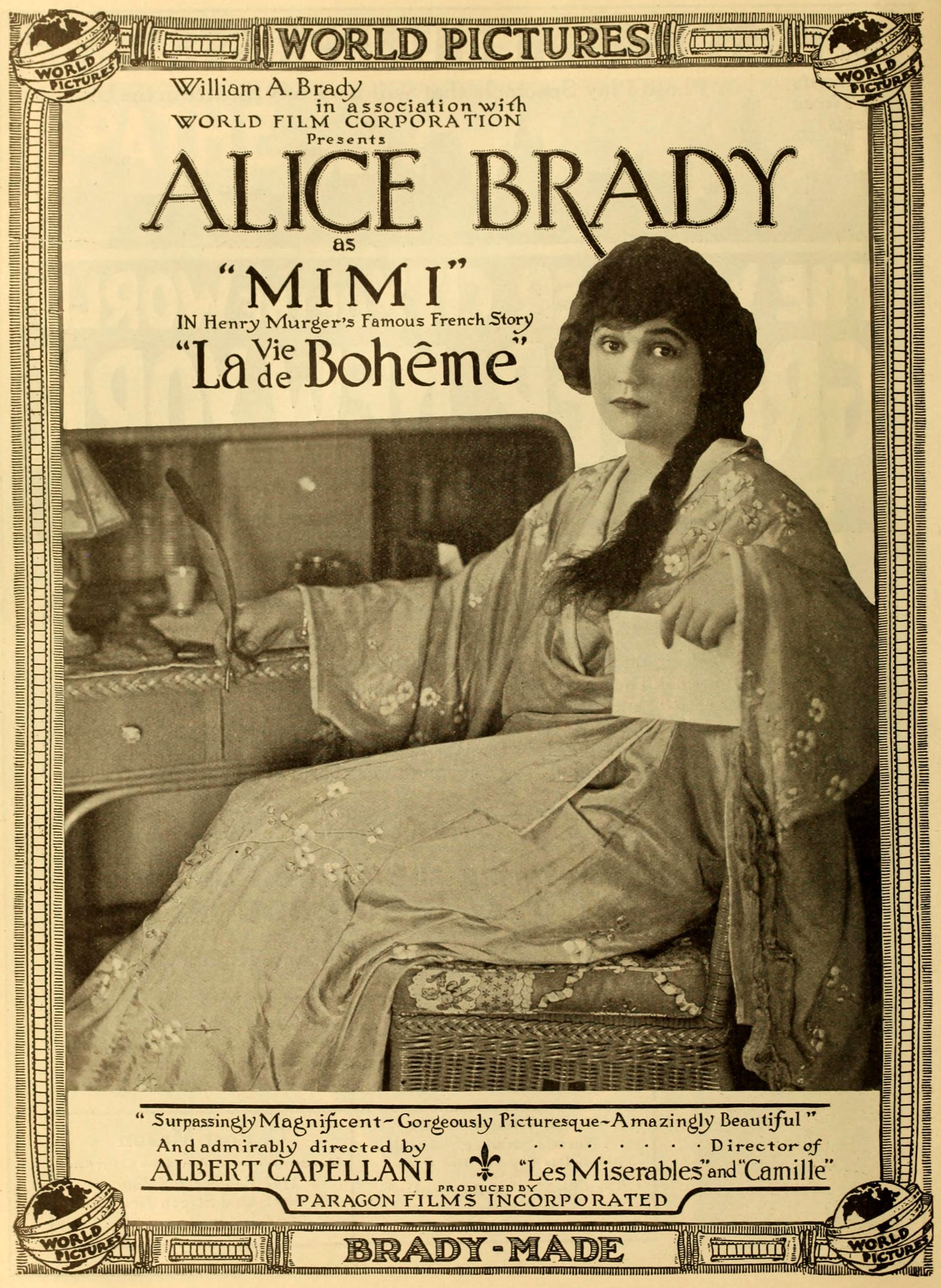
La Vie de Bohême, 1916
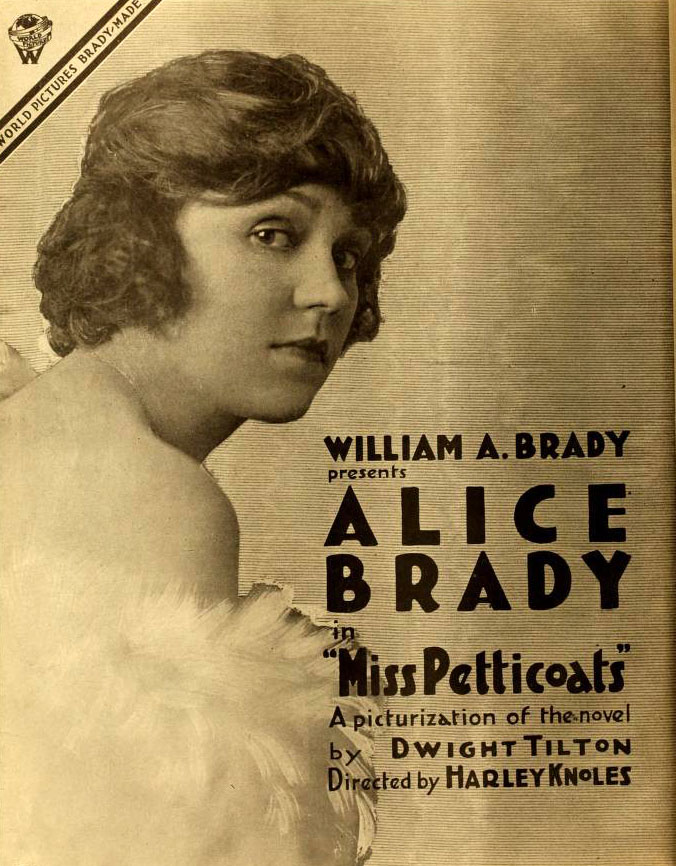
Miss Petticoats, 1916
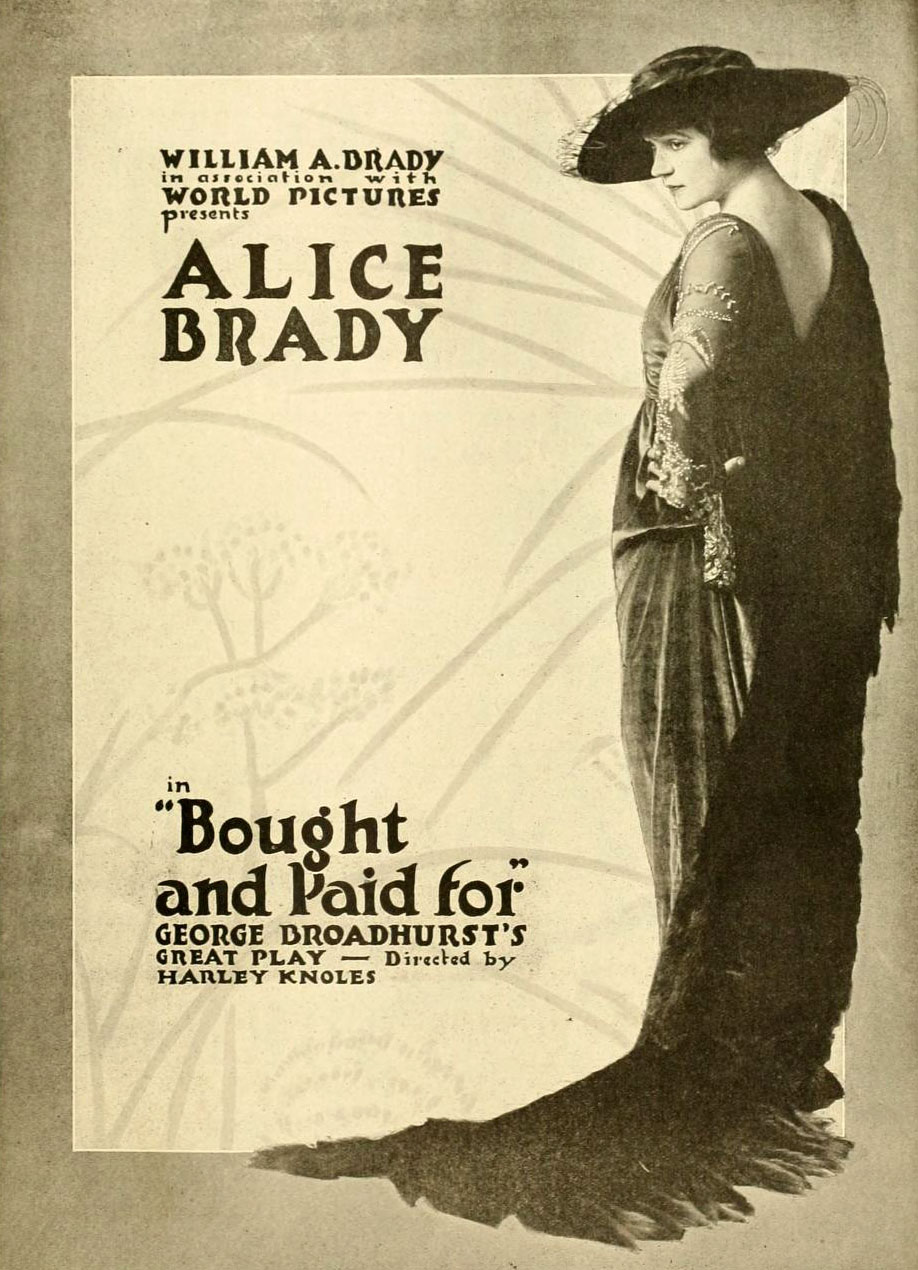
Bought and Paid For, 1916
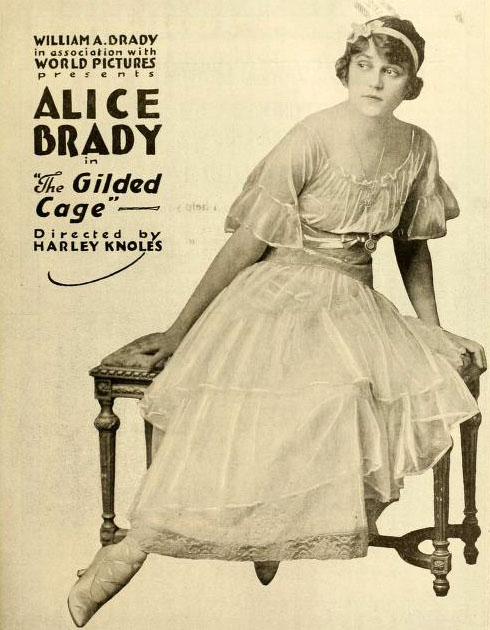
The Gilded Cage, 1916
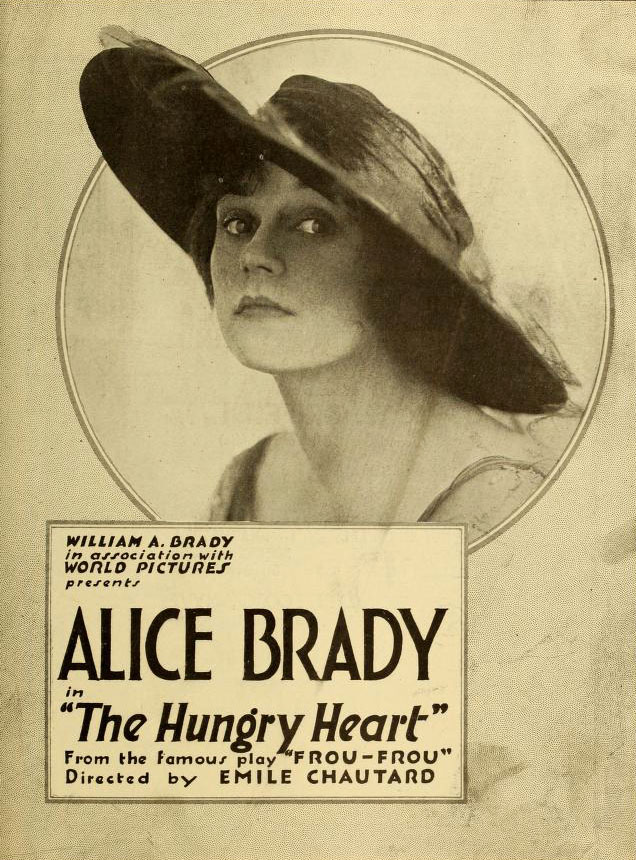
The Hungry Heart, 1917
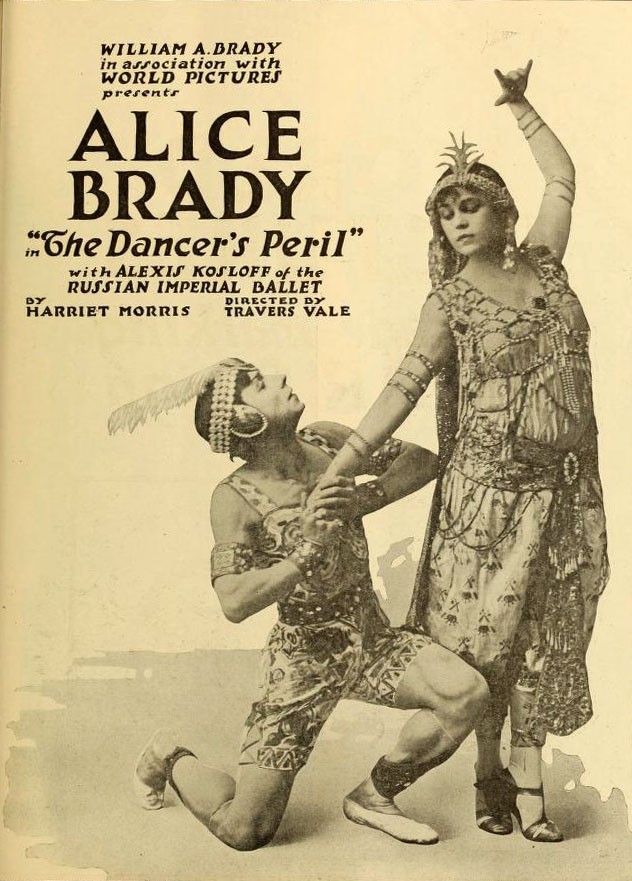
The Dancer's Peril, 1917
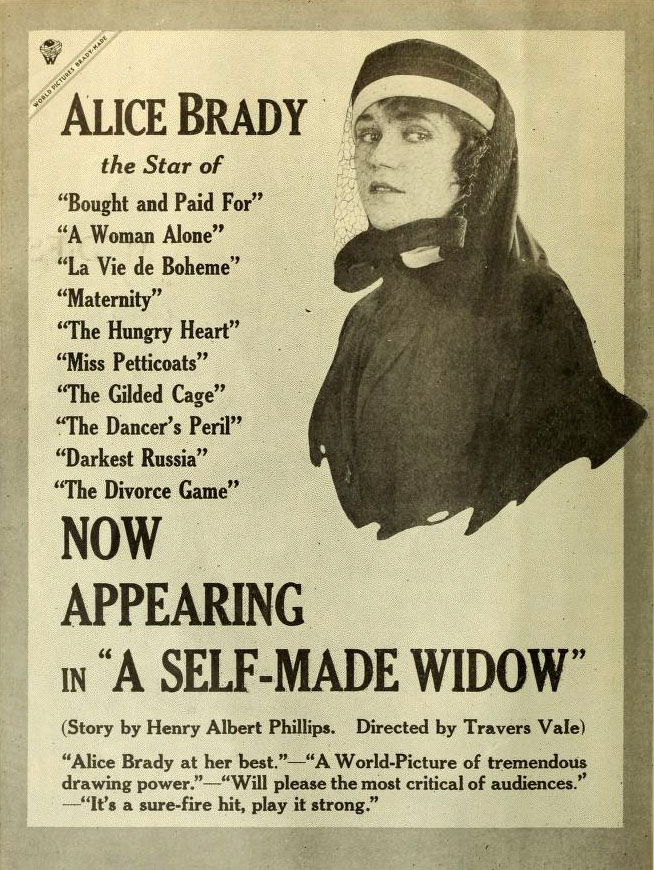
A Self-Made Widow, 1917
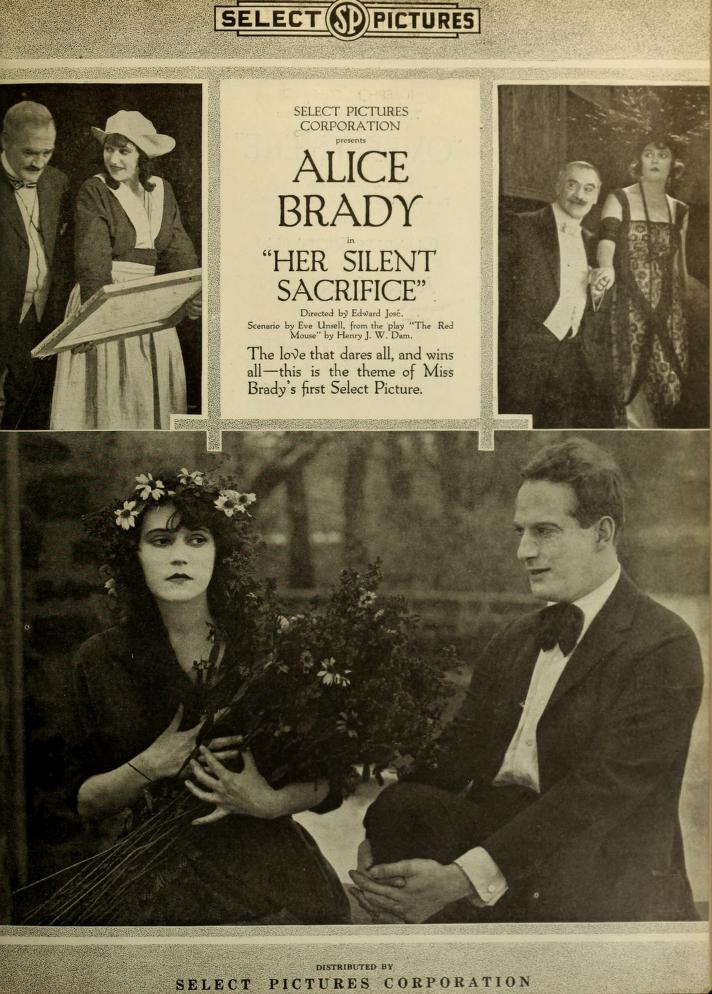
Her Silent Sacrifice, 1917
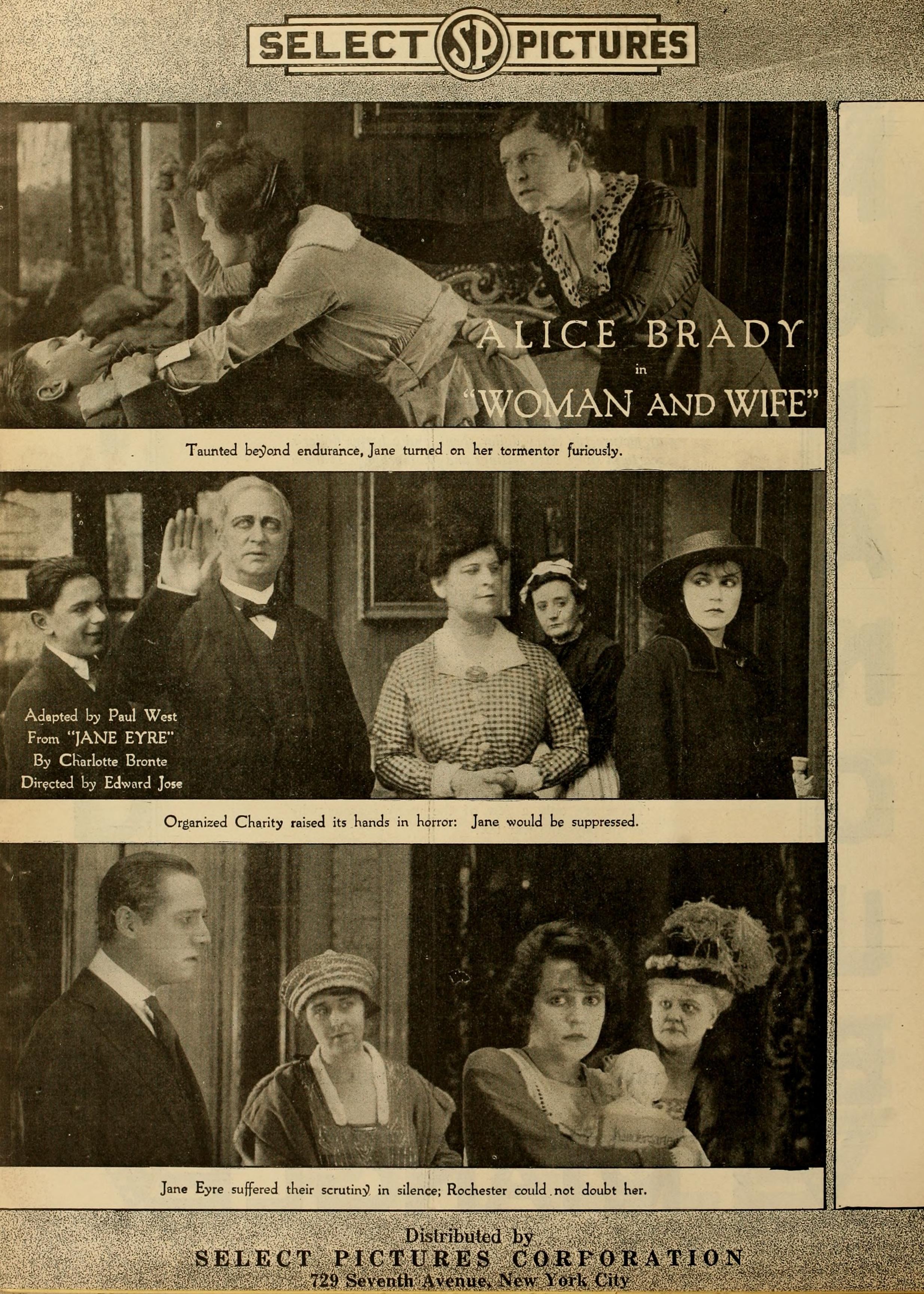
Woman and Wife, 1918
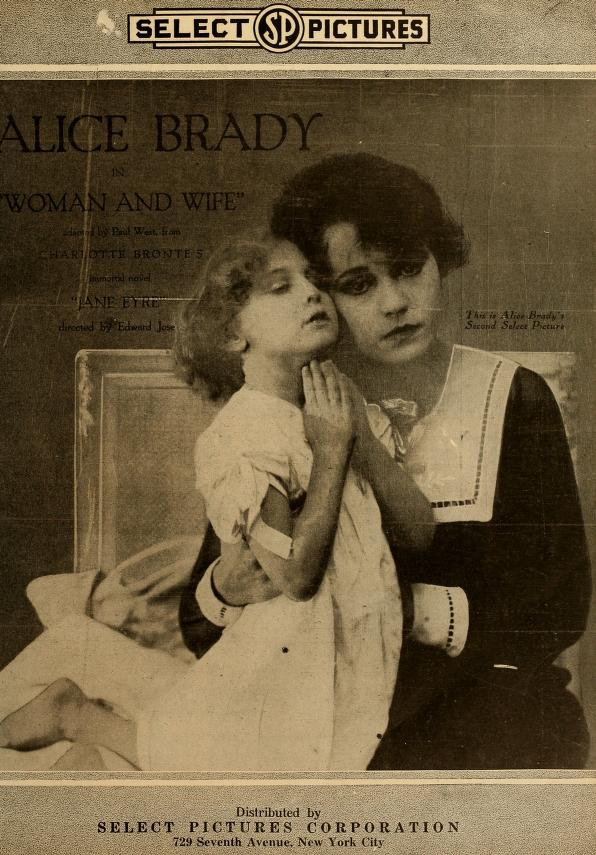
Woman and Wife, 1918
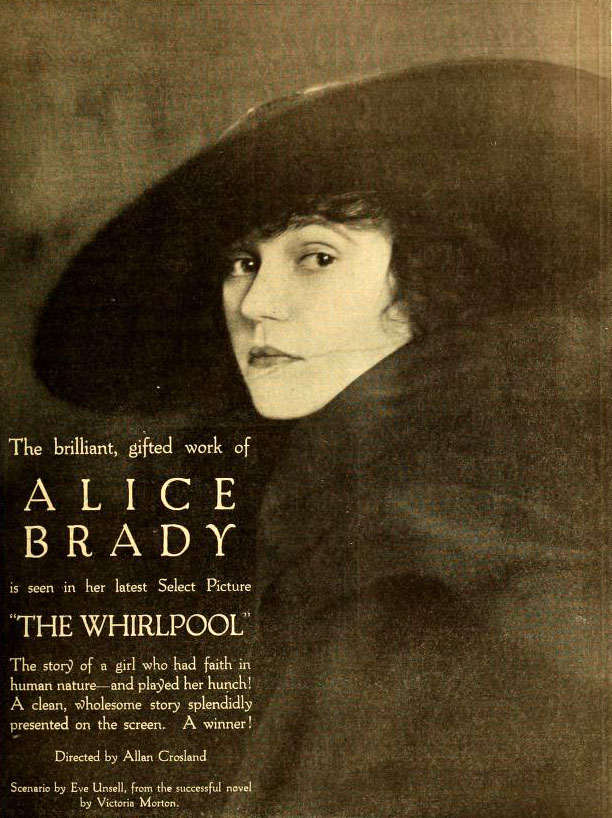
The Whirlpool, 1919
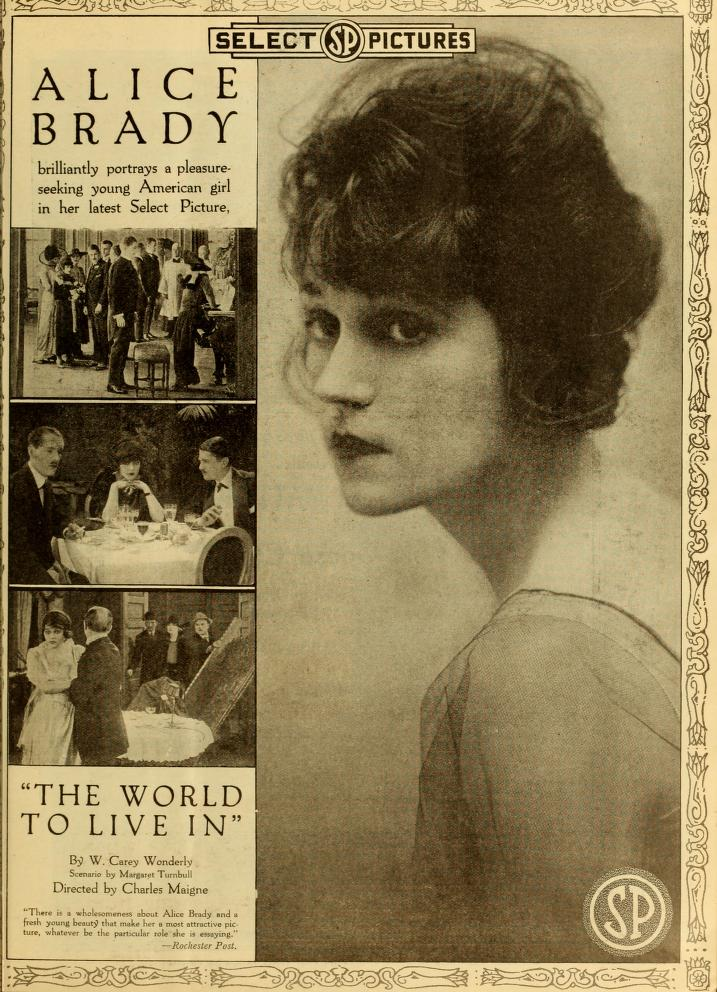
The World To Live In, 1919